# ميتش كوك
ميتش كوك (بالإنجليزية: Mitch Cook)‏ (15 أكتوبر 1961 بسكاربورو في المملكة المتحدة - ) هو لاعب كرة قدم بريطاني في مركز الدفاع. لعب مع نادي بلاكبول ونادي ميدلزبره ونادي هارتلبول يونايتد ونادي سكاربورو ونادي هاليفاكس تاون وويتبي تاون ‏ ونادي جيزيلي ‏ وإف سي هاليفاكس تاون ودارلينجتون إف سى.

## وصلات خارجية
- ميتش كوك على موقع قاعدة بيانات كرة القدم.إي يو (الإنجليزية)
- ميتش كوك على موقع Soccerbase.com (لاعب) (الإنجليزية)